# Hengwiller
Hengwiller je občina v departmaju Bas-Rhin francoske regije Alzacija.
Leta 1990 je v občini živelo 107 oseb oz. 50 oseb/km².